# Préimprégné

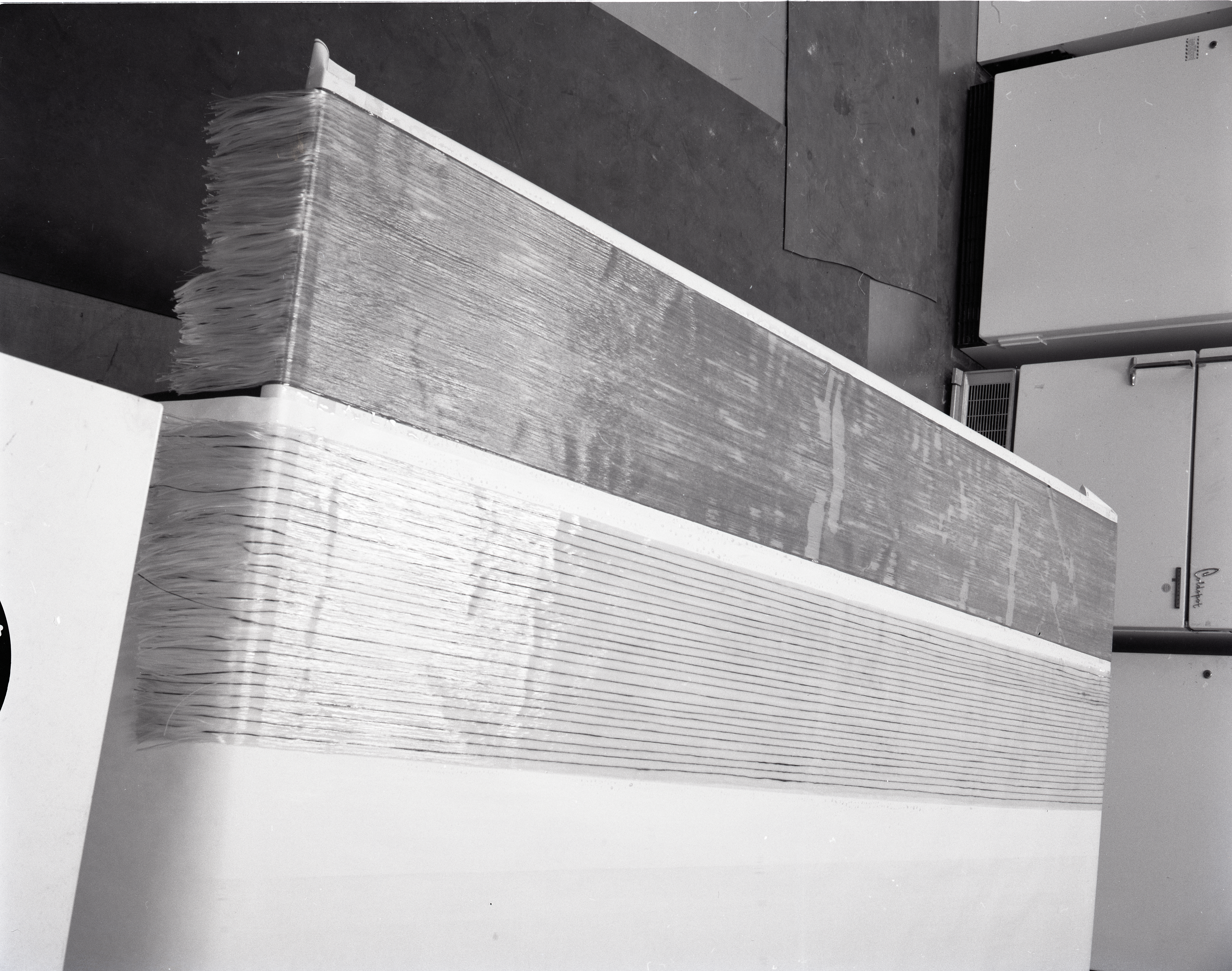
Exemple de préimprégné

Un préimprégné (en anglais : prepreg) est un produit semi-fini composite constitué d'une résine (aussi appelée matrice) thermodurcissable ou d'un polymère thermoplastique imprégnant un renfort (exemples : mat, tissu, stratifié),. Dans le premier cas, la résine (par exemple époxyde) est déjà mélangée aux réactifs et partiellement polymérisée. Le système est généralement formulé de sorte que la réaction de polymérisation est très lente à température ambiante. Cela permet de conserver un préimprégné plusieurs semaines sans qu'il durcisse (cette durée est souvent désignée par le terme anglais shelf life (voir Date de durabilité minimale)). Un préimprégné peut être conservé au congélateur pour augmenter sa durée de vie. L'utilisation d'un sac étanche et sous vide permet alors d'éviter l'absorption d'humidité et la formation de porosités pendant sa mise en oeuvre.
Un composite préimprégné est donc prévu pour être mis en forme à haute température, généralement par moulage à chaud en autoclave, sous pression et sous vide  (typiquement entre 120-180 °C et 4-6 bar pendant plusieurs heures,) afin d'obtenir un produit fini. Si l'utilisation d'un four est suffisante pour polymériser la résine, l'application de pression permet d'obtenir un matériau de très grande qualité fortement chargé avec une fraction volumique de fibre de l'ordre de 60 %. L'utilisation d'un Autoclave est en revanche très coûteux, en particulier pour les pièces de grandes dimensions. Cela a motivé le développement de procédés sans autoclave permettant d'atteindre des performances équivalentes.

## Typologie
On distingue deux familles :
- les préimprégnés en feuille[1] ou mélanges à mouler en feuille[2] (en anglais : sheet molding compound[7] (SMC)) sont destinés à être mis en œuvre par compression. Ils sont constitués d’une nappe de fibres non tissées, d’une résine thermodurcissable et de charges. D'autres exemples sont les HMC, XMC et TMC (mélange à mouler épais[2], en anglais : thick moulding compound[7]) ;
- les préimprégnés en vrac[1] ou mélanges à mouler en vrac[2] (en anglais : bulk molding compound[7] (BMC)) sont aussi destinés à être mis en œuvre par compression. Ils se présentent sous la forme d’une pâte constituée d’un renfort de fibres coupées, d’une résine thermodurcissable et de charges. D'autres exemples sont les DMC (mélange à mouler en pâte[2], en anglais : dough moulding compound[7]) et ZMC. Les ZMC ont des fibres beaucoup plus longues que les BMC conventionnels, ce qui améliore leurs propriétés mécaniques. Les ZMC ont été développés en France en 1979 pour des éléments de carrosserie de certaines automobiles[réf. nécessaire].

## Application au circuit imprimé
Le prépreg constitue le support d'une grande majorité de circuits imprimés. Il existe dans ce domaine plusieurs densités de tissage (grammage) des fibres de verre selon les besoins.
De nombreuses variantes de prépreg ont été développées pour toutes les applications possibles de circuits imprimés. Les résines contiennent des agents chimiques améliorant les caractéristiques les plus critiques du prépreg (liste non exhaustive) :
- résistance aux chocs thermiques ;
- résistance au feu par ajout d'un agent ignifuge bromé (génération des composites FR (Flamme Retardant), appelés par abus de langage « FR-4 ») ;
- coefficient de dilatation.

Le tissu a un effet significatif sur la résistance mécanique du matériau. Le coefficient de dilatation doit être minimisé pour permettre la tenue dans le temps des pistes métallisées qui seront imprimées, et des éventuelles couches de résines qui peuvent être ajoutées. Le tissu contribue notamment à abaisser ce coefficient dans le plan du support.

## Avantages
L'avantage par rapport à l'injection d'une résine dans un renfort sec est une meilleure tenue à l'impact grâce à la présence de thermoplastique dans la résine. La présence de ce thermoplastique augmente fortement la viscosité de la résine et rend donc très difficile l'imprégnation du tissu sec d'où l’utilisation du préimprégné.
Un autre avantage est que le préimprégné colle sur lui-même ou sur un moule ce qui évite l'utilisation de liant pour le préformage.